# Sportinė Aviacija LAK-17
Il LAK-17 è un aliante da addestramento monoposto progettato dall'Aero Club Lituano (in lituano: Lietuviškos aviacinės konstrukcijos) prodotto dall'azienda lituana Sportinė Aviacija.

## Storia del progetto

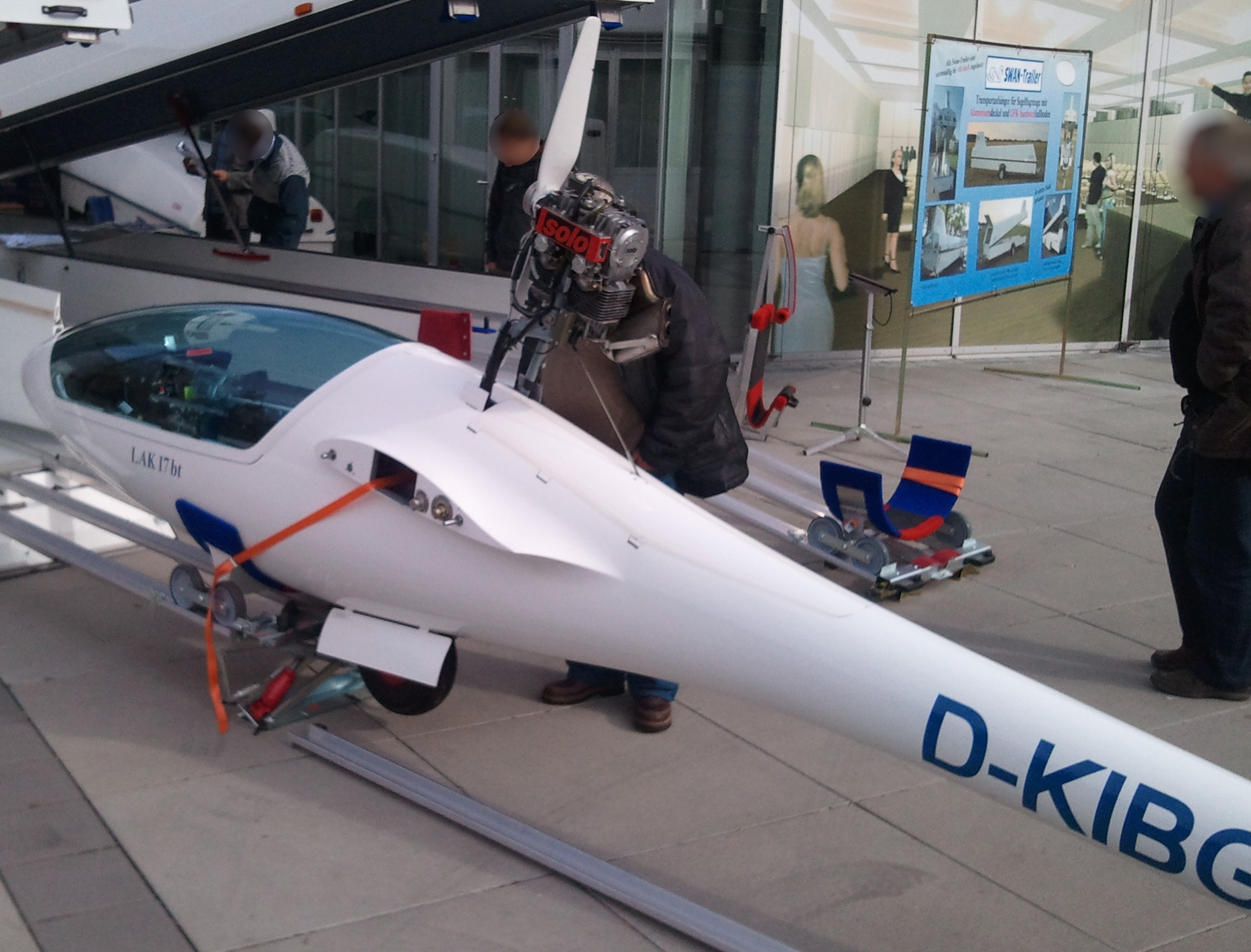
LAK-17BT.

Il LAK-17 è stato progettato per soddisfare i requisiti della categoria JAR-22. È un aliante monoposto costruito in materiali compositi con un impennaggio a T e flap, ha una sola ruota retrattile ed è munito di aerofreni. Il LAK-17 è equipaggiato con serbatoi nelle ali e nella pinne contenenti acqua di zavorra. Il LAK-17A è stato certificato nel novembre del 1994 dall'Autorità per l'aviazione civile lituana.
La versione LAK-17B è stata progettata con un'ala migliorata.
È stata progettata una versione equipaggiata di motore elettrico ideata dai tecnici dell'azienda slovena LZ Design.

## Varianti
LAK-17A
Aliante prodotto con un'apertura alare di 15 o 18 metri.
LAK-17AT
Variante del LAK-17A con un motore Solo 2350 a due tempi raffreddato ad aria.
LAK-17A FES
Variante del LAK-17A con un motore elettrico anteriore.
LAK-17B
Versione del LAK-17A con un nuovo profilo e una geometria modificata.
LAK-17BT
Variante del LAK-17B con un motore Solo 2350.
LAK-17B FES
Variante del LAK-17B con un motore elettrico anteriore.